# Diego Barber
Diego Barber (Lanzarote, Islas Canarias, España) es un guitarrista de música clásica y jazz, siendo en esta última su mayor enfoque. A lo largo de su trayectoria ha conseguido posicionarse en importantes listas de los mejores discos que incluyen la NPR (En inglés: National Public Radio), Chicago Tribune y Los Angeles Times. Ha recibido críticas de las revistas más prestigiosas del mundo del jazz como All About Jazz, Billboard, JazzTimes y Down Beat, entre otras. Ha grabado tres discos con la discográfica Sunnyside Records y un cuarto con Origin Records.

## Sus inicios
Diego Barber proviene de una familia de músicos. En su infancia, acudió al Conservatorio de Lanzarote recibiendo clases de Miguel Ángel Calzadilla y tomando clases particulares en una escuela de música donde Toñin Corújo fue su profesor. Años más tarde, se trasladó a Madrid en donde ingresó en el Conservatorio Arturo Soria. En este periodo conoció a José Ramón García que con sus clases de armonía, análisis, y composición, lo ayudaron a formarse como músico.
Tiempo después, asistió al Conservatorio Superior de Música de Salamanca donde concluyó su licenciatura en Guitarra Clásica. Hubo dos acontecimientos muy importantes mientras cursaba sus estudios en Salamanca: Los maestros Costas Cotsiolis y Ricardo Gallén lo admitieron como alumno. El primero lo recibió en Atenas durante un año y el segundo le impartía clases en cualquier sitio del mundo en donde ellos coincidieran. 
Posteriormente es admitido en la Universidad Mozarteum de Salzburgo y de la mano del maestro Marco Tamayo cursó los estudios de Postgrado. Durante esta etapa, ganó el Primer Premio del "Concurso Internacional de Guitarra Clásica Leo Brouwer" celebrado en España en 2003, así como el Primer Premio en el concurso organizado por la Miami Classical Guitar Society en el año 2004 ofreciendo conciertos en diferentes ciudades de Grecia, España, Alemania, etc.
Al cerrar su ciclo de formación en Austria, Diego ya había compuesto alguno de los temas que formarían parte de su primer trabajo discográfico.

## Vida actual
Actualmente reside en Nueva York donde ha grabado cuatro discos. Tres de ellos ("Calima", "The Choice" y "Tales") con la discográfica Sunnyside Records y con la colaboración de músicos de la talla de Mark Turner, Jeff Ballard, Larry Grenadier, Ari Hoenig, Johannes Weindenmueller, Seamus Blake y Craig Taborn. Su álbum "Tales" ha logrado colocarse en las listas de lo más escuchado en el año 2014, apareciendo en iTunes (galardonado con 4 estrellas), DownBeat, The New York City Jazz Record, Baltimore City Paper y The New York Village Voice. El cuarto disco ("411") lo lanza con Origin Records compartido con Hugo Ciprés. 
Ha sido incluido en las listas de los mejores discos del año como la National Public Radio, Chicago Tribune y Los Angeles Times.
The New Music Seminer (NMS) y distinguidos profesionales de la industria musical lo han nominado como potencial candidato a la inclusión de "Artist on the Verge".

## Críticas
Ha recibido buenas críticas de las revistas más prestigiosas del mundo del Jazz como All About Jazz, Billboard, Jazz Times, y Down Beat.
"..known for the grandeur and majesty of his playing. Diego Barber's impressive dynamics and exquisiteness of expression are deeply rooted in extraordinary technique". -- All About Jazz.
"Barber's playing is beautiful, his fingers fly lightly over the fretboard". -- Down Beat Magazine.
"Diego Barber is a portent of things to come, and the beginnings of a bright career from one who has all the potential to be a truly original voice in modern music". -- Michael G. Nastos, Billboard.
"Barber approaches the guitar with precision and fluidity - and with great sensitivity... He's adept at coaxing melodies embedded with an air of mystery and mischief." -- JazzTimes.
"Barber and Taborn offer up a sprawling epic in four parts, music with a cerebral punch via the intricacy of the patterns of their interplay, while also forging a mainline straight to the heart via the sheer beauty of the music presented. One of the best things I’ve heard all year. Pick of the Week." -- Dave Sumner.